# Labyrinthe (mini-série)
Pour les articles homonymes, voir Labyrinthe (homonymie).
Cet article concerne la mini-série de Christopher Smith. Pour le roman de Kate Mosse dont elle est adaptée, voir Labyrinthe.
Labyrinthe est une mini-série d'aventure fantastique germano-sud-africaine en deux épisodes de 90 minutes, créée par Christopher Smith et diffusée en deux parties en 2012. Il s'agit de la première adaptation du roman historique Labyrinthe de Kate Mosse, publié en 2005.
En France, après sa présentation et son extrait en projection de 30 minutes au Comic Con' au parc des expositions de Paris-Nord Villepinte en juillet 2012, elle se diffuse plus tard le 12 août 2014 sur M6.
La série est notamment produite par Scott Free Productions, la société des frères Ridley Scott et Tony Scott, qui ont déjà soutenu auparavant des fictions se déroulant dans la France du Moyen Âge avec Robin des Bois et Les Piliers de la terre.

## Synopsis
Le destin croisé de deux personnages (sur le thème d'une quête du Graal), Alaïs et Alice, toutes deux issues d'une époque différente. Alaïs vit au XIIIe siècle, en pleine période des croisades. Elle va recevoir un manuscrit des mains de son père lui donnant ainsi la responsabilité d'un savoir secret s'y trouvant. Alice, pour sa part, va, pendant des fouilles à Carcassonne en 2005, découvrir un texte écrit dans une langue ancienne, qui l'entraînera dans une aventure historique.

## Distribution
- Vanessa Kirby (VF : Laura Préjean) : Alice Tanner
- Jessica Brown Findlay (VF : Sylvie Jacob) : Alaïs Pelletier du Mas
- Sebastian Stan (VF : Alexandre Gillet) : Will
- Emun Elliott (VF : Guillaume Lebon) : Guilhem du Mas
- Tony Curran (VF : Jérôme Pauwels) : Guy d'Évreux
- John Hurt (VF : Bernard Tiphaine) : Audric Baillard
- Katie McGrath (VF : Adeline Moreau) : Oriane Congost
- Tom Felton (VF : Dove Milstain) : Vicomte Trencavel
- John Lynch (VF : Gilles Morvan) : Simon IV de Montfort
- Bernhard Schir (VF : Nicolas Marié) : Paul Authie
- Matthew Beard (VF : Damien Witecka) : Sajhe
- Claudia Gerini (VF : Juliette Degenne) : Marie-Cécile de l'Oradore
- Danny Keogh (VF : Philippe Catoire) : Bertrand Pelletier
- Janet Suzman (VF : Denise Metmer) : Esclarmonde
- Aurélie Bargème (VF : elle-même) : Karen Fleury
- Lena Dörrie (VF : Laurence Sacquet) : Rixende
- Adrian Galley (VF : Denis Boileau) : Abbot de Citeaux
- Gawn Grainger (VF : Michel Prud'homme) : Siméon
- Warrick Grier (VF : Emmanuel Rausenberger) : Arnaud Domerque
- Paul Hilton (VF : Maurice Decoster) : François
- Dominic Jephcott (VF : Bernard Bollet) : Chris Brayling
- Patrick Rapold (VF : Constantin Pappas) : Yves Biau
- Isabella-Rose Tsinonis : Bertrande, la fille d'Alaïs
- Farouk Valley-Omar (VF : Marc Cassot) : Harif
- Erica Wessels (VF : Céline Ronté) : Shelagh O'Donnell

Adaptation et direction artistique: Marc Bacon

## Production

### Tournage
Le tournage a lieu entre la France et l'Afrique du Sud, d’ octobre 2011 au décembre 2011 en Afrique du Sud. La plupart des séquences est tournée dans les studios de Cape Town Film au Cap, où est reconstituée une partie de Carcassonne, même si les rues des Études et Aimé-Ramon de la bastide Saint-Louis et du Pont Vieux au quai Bellevue en passant par le cimetière de la Cité de Carcassonne en Languedoc-Roussillon ont été réellement prises,,.

### Fiche technique
- Titre original : Labyrinth
- Titre français : Labyrinthe
- Titre allemand : Das verlorene Labyrinth
- Réalisation : Christopher Smith
- Scénario : Adrian Hodges, d'après le roman éponyme de Kate Mosse (2005)
- Direction artistique : Tom Hannam
- Décors : Jonathan Hely-Hutchinson
- Costumes : Charlotte Holdich et Moira Anne Meyer
- Casting : Jeanie Bacharach, Ana Feyder, Priscilla John, Christa Schamberger et Lilia Trapani
- Photographie : Robert Humphreys
- Son : Simon Rice
- Montage : Stuart Gazzard et Thomas Goldser
- Musique : Trevor Jones
- Production : Moritz Polter, Ridley Scott et Tony Scott
- Sociétés de production : Scott Free Productions ; Tandem Communications et Film Afrika Worldwide (coproductions)
- Sociétés de distribution : Channel 4 (Royaume-Uni) ; M6 Métropole Télévision (France), Sat.1 (Allemagne)
- Pays d'origine :  Afrique du Sud /  Allemagne
- Langue originale : anglais
- Format : couleur
- Genre : aventure fantastique
- Durée : 188 minutes (total)
- Dates de diffusion :
  - Afrique du Sud : 24 novembre 2012 sur[Laquelle ?]
  - Allemagne : 14 janvier 2013 sur Sat.1
  - Royaume-Uni : mars 2013 sur Channel 4
  - France : 12 août 2014 sur M6[2]

## Distinctions
Nominations
- Festival international du drama de Séoul 2013 (Seoul International Drama Award 2013)[7] :
  - Meilleur téléfilm
  - Meilleur scénario pour Adrian Hodges